# 23 fructidor
23 thermidor 23 jour complémentaire
Le tridi 23 fructidor, officiellement dénommé jour du houblon, est le 353e jour de l'année du calendrier républicain.
C'était généralement le 9e jour du mois de septembre dans le calendrier grégorien.